# Earias fabia
Earias fabia är en fjärilsart som beskrevs av Stoll 1781. Earias fabia ingår i släktet Earias och familjen trågspinnare. Inga underarter finns listade i Catalogue of Life.